# Kinnelon
Kinnelon ist eine Gemeinde (borough) innerhalb des Morris County im Bundesstaat New Jersey in den Vereinigten Staaten. Das U.S. Census Bureau ermittelte bei der Volkszählung 2020 eine Einwohnerzahl von 9966.
Kinnelon ist eine Vorstadtgemeinde im Raum New York mit geringer Dichte und vielen Parks, Grünflächen und Wanderwegen. Der Borough bildet eine der einkommensstärksten Gemeinden des Bundesstaates.
Kinnelon ist die Heimat von Smoke Rise, einer privaten Gated Community, die sich selbst als eine der ältesten Gated Communities in den Vereinigten Staaten bezeichnet. Sie umfasst mehr als 900 einzigartige Häuser, die sich auf 2500 Acres (1000 ha) zusätzlich zum Lake Kinnelon befinden.

## Geschichte
Einst als Charlotteburg bekannt (benannt nach Sophie Charlotte zu Mecklenburg-Strelitz, der Ehefrau von König Georg III. von Großbritannien), wurde Kinnelon durch einen Akt der Legislative von New Jersey am 20. Februar 1922 aus Teilen von Pequannock Township als Borough gegründet, basierend auf den Ergebnissen eines Referendums vom 21. März 1922.
In den 1880er Jahren baute Francis Kinney, ein Industrieller aus dem 19. Jahrhundert, der die Kinney Brothers Tobacco Company gründete, ein Anwesen, das auf das Jahr 1884 zurückgeht. Kinney kaufte über 5000 Acres (20 km²) Land und baute eine kolossales Sommerresidenz, bekannt als Smoke Rise. Der Name (Smoke Rise) ist eine Übersetzung des Namens der Pequannock-Indianer für die bergige Gegend, in der bei Sonnenuntergang oft ein schwerer Nebel aufsteigt. Sein Sohn, Morris Kinney, nach dem 41 Jahre später die Gemeinde Kinnelon benannt wurde, lebte den größten Teil seines Lebens auf dem Anwesen.

## Demografie
Nach einer Schätzung von 2019 leben in Kinnelon 9896 Menschen. Die Bevölkerung teilte sich im selben Jahr auf in 91,2 % Weiße, 0,1 % Afroamerikaner, 6,5 % Asiaten und 2,0 % mit zwei oder mehr Ethnizitäten. Hispanics oder Latinos aller Ethnien machten 9,9 % der Bevölkerung aus. Das mittlere Haushaltseinkommen lag bei 158.000 US-Dollar und die Armutsquote bei 2,9 %.